# Caren Kemner
Caren Kemner, née le 16 avril 1965 à Quincy, est une joueuse de volley-ball américaine.

## Carrière
Caren Kemner participe aux Jeux olympiques de 1992 à Barcelone et remporte la médaille de bronze avec l'équipe américaine composée de Paula Weishoff, Yoko Zetterlund, Elaina Oden, Kimberley Oden, Teee Sanders, Liane Sato, Ruth Lawanson, Tammy Liley, Janet Cobbs, Tara Cross-Battle et Lori Endicott.